# Saint-Martin-de-Hinx
Saint-Martin-de-Hinx (okzitanisch: Sent Martin de Hins) ist eine französische französische Gemeinde mit 1.749 Einwohnern (Stand: 1. Januar 2022) im Département Landes in der Region Nouvelle-Aquitaine. Sie gehört zum Arrondissement Dax und zum Kanton Pays Tyrossais. Die Einwohner werden Saint-Martinnais(es) genannt.

## Geographie
Die Gemeinde Saint-Martin-de-Hinx liegt etwa 19 Kilometer ostnordöstlich von Dax zwischen dem unteren Adourtal im Westen und dem Atlantik im Osten, 20 Kilometer nordöstlich von Bayonne. Umgeben wird Saint-Martin-de-Hinx von den Nachbargemeinden Saubrigues im Nordwesten und Norden, Saint-Jean-de-Marsacq im Norden und Osten, Sainte-Marie-de-Gosse im Osten und Südosten, Biarrotte im Süden, Biaudos im Süden und Südwesten sowie Saint-André-de-Seignanx im Südwesten und Westen.

## Bevölkerungsentwicklung
| Jahr                       | 1962 | 1968 | 1975 | 1982 | 1990 | 1999 | 2006 | 2014 | 2021 |
| -------------------------- | ---- | ---- | ---- | ---- | ---- | ---- | ---- | ---- | ---- |
| Einwohner                  | 827  | 786  | 715  | 748  | 837  | 938  | 1101 | 1379 | 1717 |
| Quellen: Cassini und INSEE |      |      |      |      |      |      |      |      |      |

## Sehenswürdigkeiten
- Kirche Saint-Martin aus dem 14. Jahrhundert
- Schloss Montauze
- Schloss Pouy, Anfang des 14. Jahrhunderts erbaut
- Schloss Larrat
- Herrenhaus Sorey

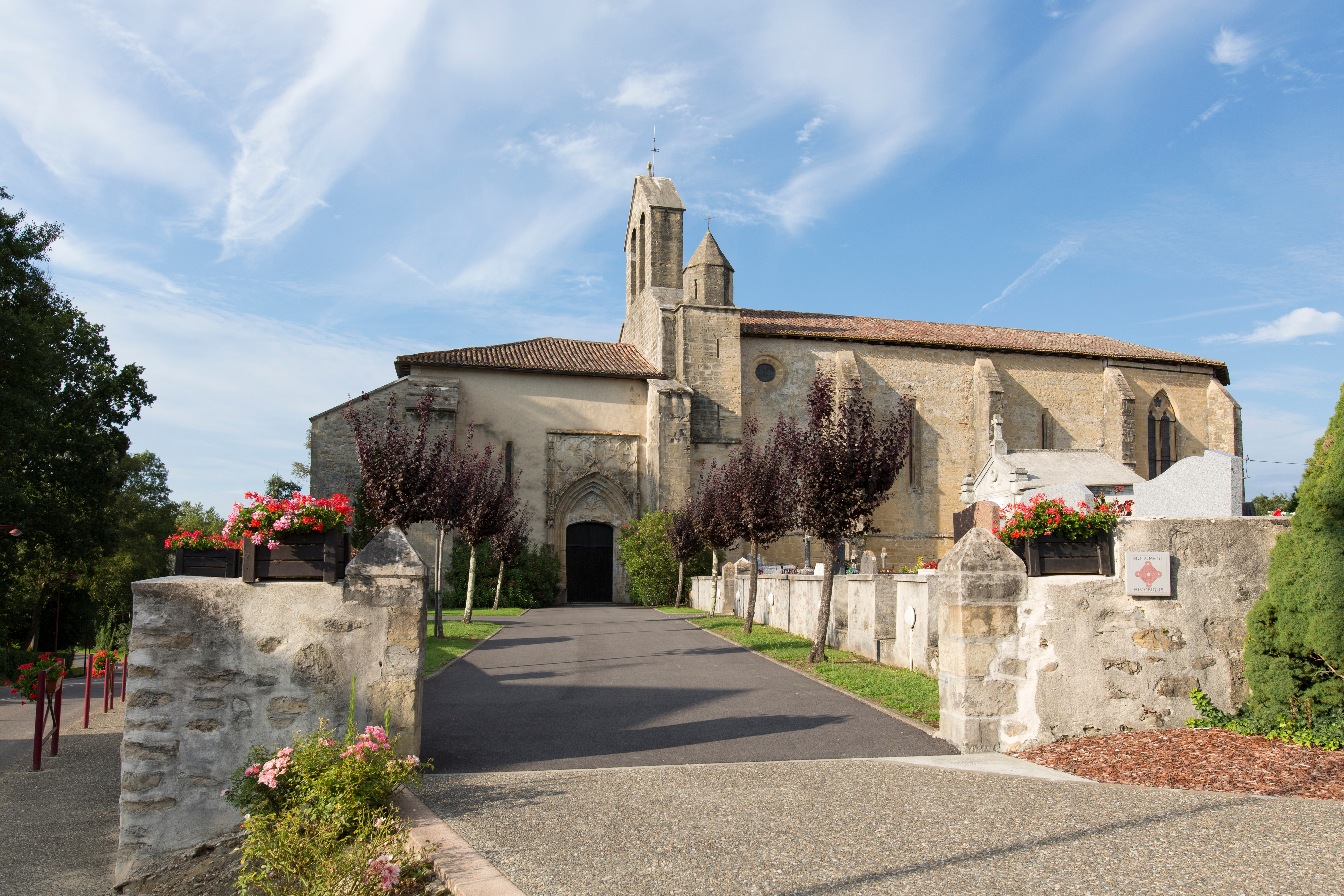
Kirche Saint-Martin
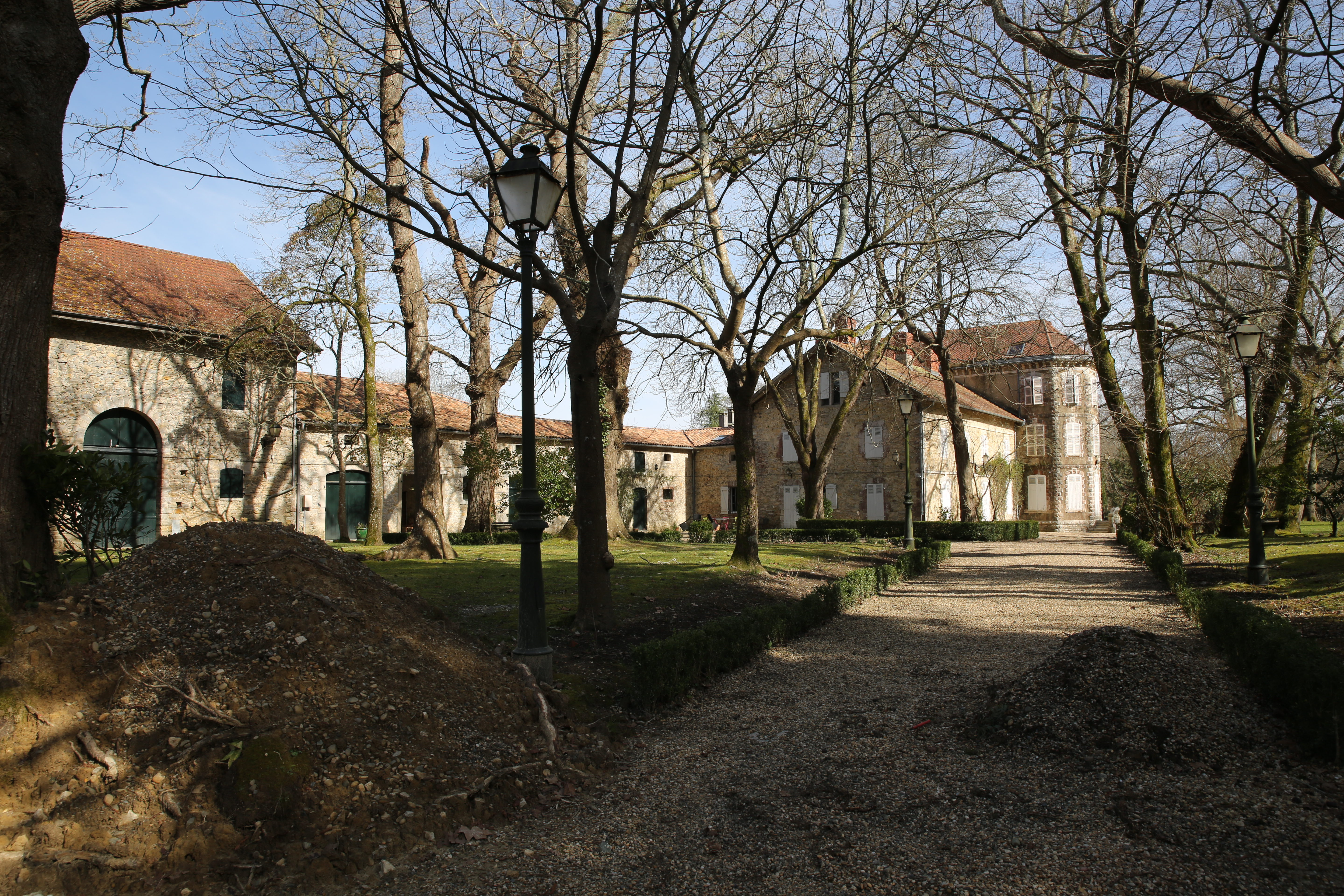
Schloss Pouy
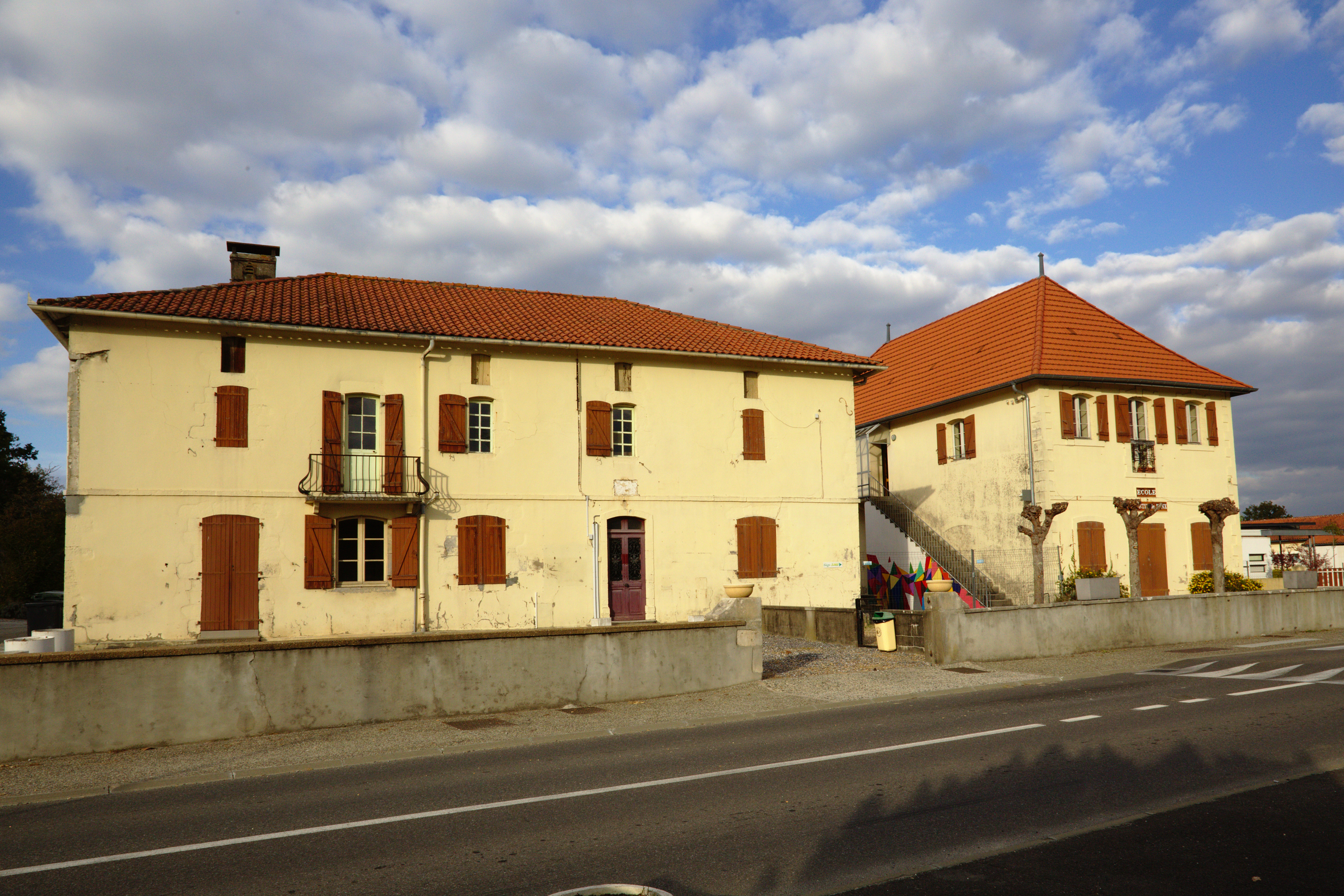
Schule

## Gemeindepartnerschaft
Mit der spanischen Gemeinde San Martín de Unx in der Provinz und Region Navarra besteht eine Partnerschaft.